# دوریس باشیچ
دوریس باشیچ (انگلیسی: Doris Bačić؛ زادهٔ ۲۳ فوریهٔ ۱۹۹۵) بازیکن فوتبال اهل کرواسی است.
از باشگاه‌هایی که در آن بازی کرده‌است می‌توان به باشگاه فوتبال روزنگرد، باشگاه فوتبال آرسنال، و تیم فوتبال زنان آرسنال اشاره کرد.
وی همچنین در تیم ملی فوتبال زنان کرواسی بازی کرده‌است.